# António Cabral (filho de Pedro Álvares Cabral)
António Cabral (? - 1521) foi o filho mais novo do explorador português Pedro Álvares Cabral com Isabel de Castro. Ao contrário de seu irmão mais velho, Fernão Álvares Cabral, António morreu sem ter deixado descendência, contudo depois da morte de seu pai, ele (por ainda ser novo) e a mãe Isabel recebiam pensão do Infante D. Manuel de Portugal "em atenção aos muitos serviços prestados pelo falecido Pedro Álvares Cabral". Os documentos dessa pensão são de suma importância para os historiadores porque, a sua data (1520), atesta que Pedro Álvares Cabral já estava falecido nesse ano.